# بي واي دي سيجل
بي واي دي سيجل (بالإنجليزية: BYD Seagull)‏ هي سيارة مدينة كهربائية تعمل بالبطارية تصنعها شركة بي واي دي أوتو منذ عام 2023. تقع أسفل طراز Dolphin ضمن مجموعة BYD، وهي حاليًا أصغر مركبة من BYD، وتحتل فئة A00 في التجزئة الصينية (المكافئة للفئة A-segment). وهي جزء من خط إنتاج أوشن ويتم تسويقها من خلال وكلاء ومتاجر تحمل العلامة التجارية "أوشن نتورك".